# Wieland Wagner

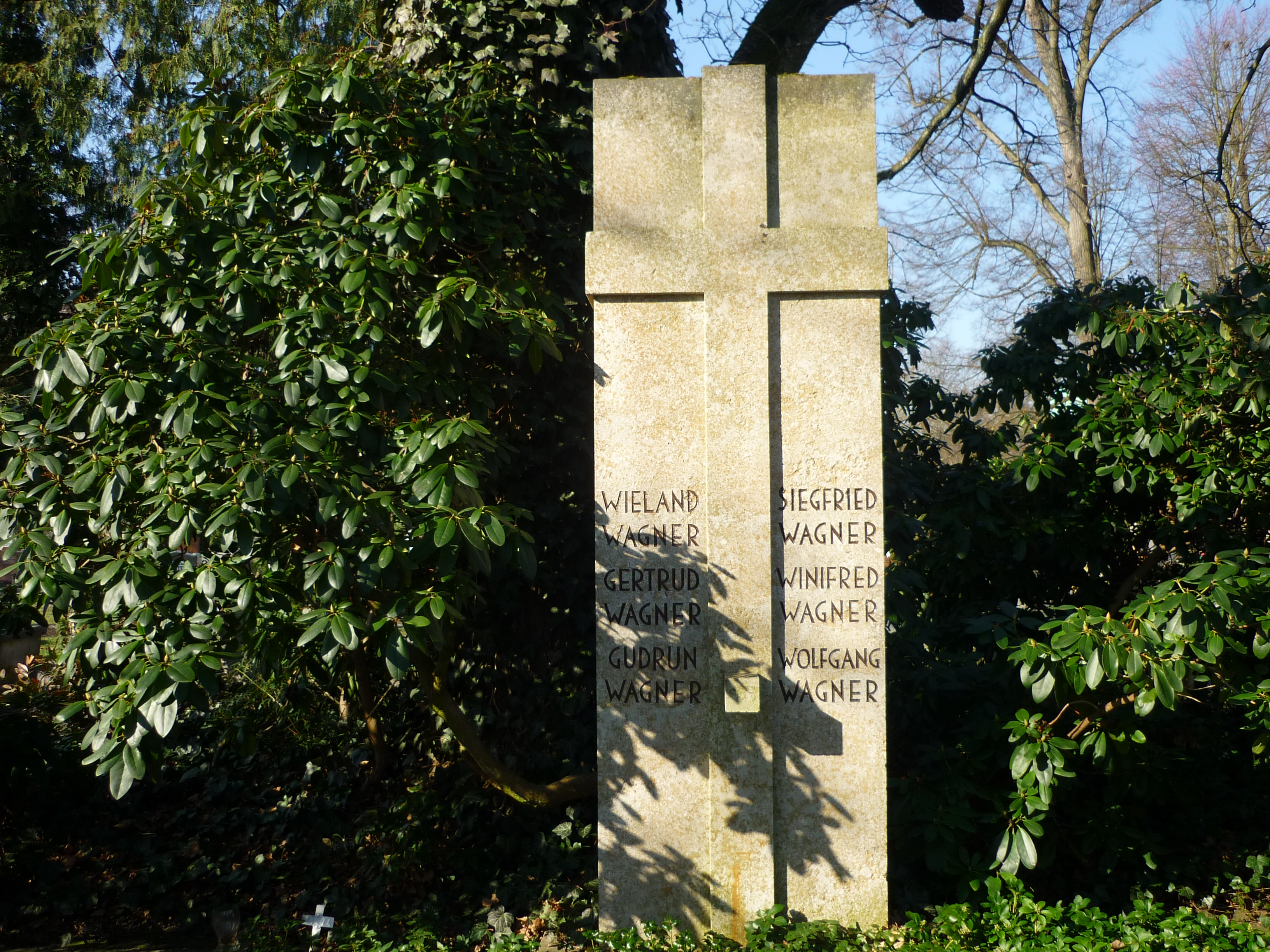
Grobowiec rodziny Wagnerów

Wieland Wagner (ur. 5 stycznia 1917 w Bayreuth, zm. 17 października 1966 w Monachium) – niemiecki reżyser i scenograf operowy, wnuk kompozytora Richarda Wagnera. Wystawiał dzieła Wagnera na Festiwalu w Bayreuth, odbudowując festiwal po wojnie wraz z bratem Wolfgangiem. Znany jest ze swoich dość minimalistycznych inscenizacji, burzących przedwojenne kanony, i z tego, że przyciągał do Bayreuth najlepszych artystów z całej Europy (m.in. Birgit Nilsson i Karla Böhma). W 1966 otrzymał Pour le Mérite za Naukę i Sztukę